# Gustav Hamel
Gustav Hamel (* 5. Oktober 1869 in Neuhaldensleben; † 5. Juni 1947) war ein deutscher Politiker (SPD).

## Leben
Hamel wuchs als Waisenkind in einem Kinderheim auf. Er lernte Gelbgießer und kam auf der Wanderschaft nach Mecklenburg. Er war Gastwirt in Schwaan, später in Krakow am See. Dort wurde er 1919 Bürgermeister. Im gleichen Jahr gehörte er dem Verfassunggebenden Landtag von Mecklenburg-Schwerin an, anschließend war er Abgeordneter im ersten und im zweiten ordentlichen Landtag von Mecklenburg-Schwerin. 